# Phrygionis argyrosticta
Phrygionis argyrosticta là một loài bướm đêm trong họ Geometridae.